# Fiesta de Sandugo
Die Fiesta de Sandugo ist ein jährlich stattfindendes Fest auf der philippinischen Insel Bohol. Diese Feier gedenkt des Blutvertrages und der Allianz zwischen dem indigenen Häuptling Datu Sikatuna und dem spanischen Konquistador Miguel López de Legazpi am 16. März 1565.

## Geschichte
Alles begann mit der Ankunft von Miguel López de Legazpi an der Küste von Tagbilaran, Bohol, im Jahre 1565 und dem Ablegen eines Eides gegenüber der spanischen Krone von Datu Sikatuna.
Der Häuptling und der Konquistador fügten sich dabei mit einem Dolch einen Schnitt in ihrem linken Arm zu und ließen das Blut in eine mit Wein gefüllte Schale fließen. Sie tranken den mit ihrer beider Blut vermischten Wein auf ihre Freundschaft und Brüderlichkeit.

## Das Fest
Die offizielle Feier des Sandugo beginnt im Monat März. Der Tanzwettbewerb hingegen wurde aus unbekannten Gründen auf Juli verschoben.
Tausende von Menschen besuchen jedes Jahr dieses Fest, das von lauten Trompeten und Paukenschlägen, Schönheitswettbewerben, Hahnenkampf, Sportturnieren, Gottesdiensten und Feuerwerken begleitet wird.